# Чапаєвський сільський округ (Акжаїцький район)
Чапа́євський сільський округ (каз. Чапаев ауылдық округі, рос. Чапаевский сельский округ) — адміністративна одиниця у складі Акжаїцького району Західноказахстанської області Казахстану. Адміністративний центр — село Чапаєв.
Населення — 10201 особа (2021; 9090 у 2009, 9118 у 1999, 9186 у 1989).
Станом на 1989 рік існували Чапаєвська міська рада (місто Чапаєв, села Медвеженське Лісничество, Нефтебаза) та Жаїцька сільська рада (село Феофаново). 2013 року ліквідовано Жайицький сільський округ, село Жайик передано до складу Чапаєвського сільського округу.

## Склад
До складу округу входять такі населені пункти:
| Населений пункт               | Старі назви | Населення, осіб (1989) | Населення, осіб (1999) | Населення, осіб (2009) | Населення, осіб (2021) |
| ----------------------------- | ----------- | ---------------------- | ---------------------- | ---------------------- | ---------------------- |
| Жайик, село                   | Феофаново   | 878                    | 774                    | 614                    | 559                    |
| Медвеженське Ліничество, село | -           | 42                     | -                      | -                      | -                      |
| Нефтебаза, село               | -           | 75                     | -                      | -                      | -                      |
| Чапаєв, село                  | Лбіщенськ   | 8191                   | 8344                   | 8476                   | 9642                   |